# Corydoras nattereri
Corydoras nattereri es una especie de pez de la familia Callichthyidae en el orden de los Siluriformes.

## Morfología
• Los machos pueden llegar alcanzar los 5,4 cm de longitud total.

## Distribución geográfica
Se encuentran en Sudamérica: ríos costeros del sudeste del Brasil desde Espírito Santo hasta Paraná.